# 滑轮曲棍球

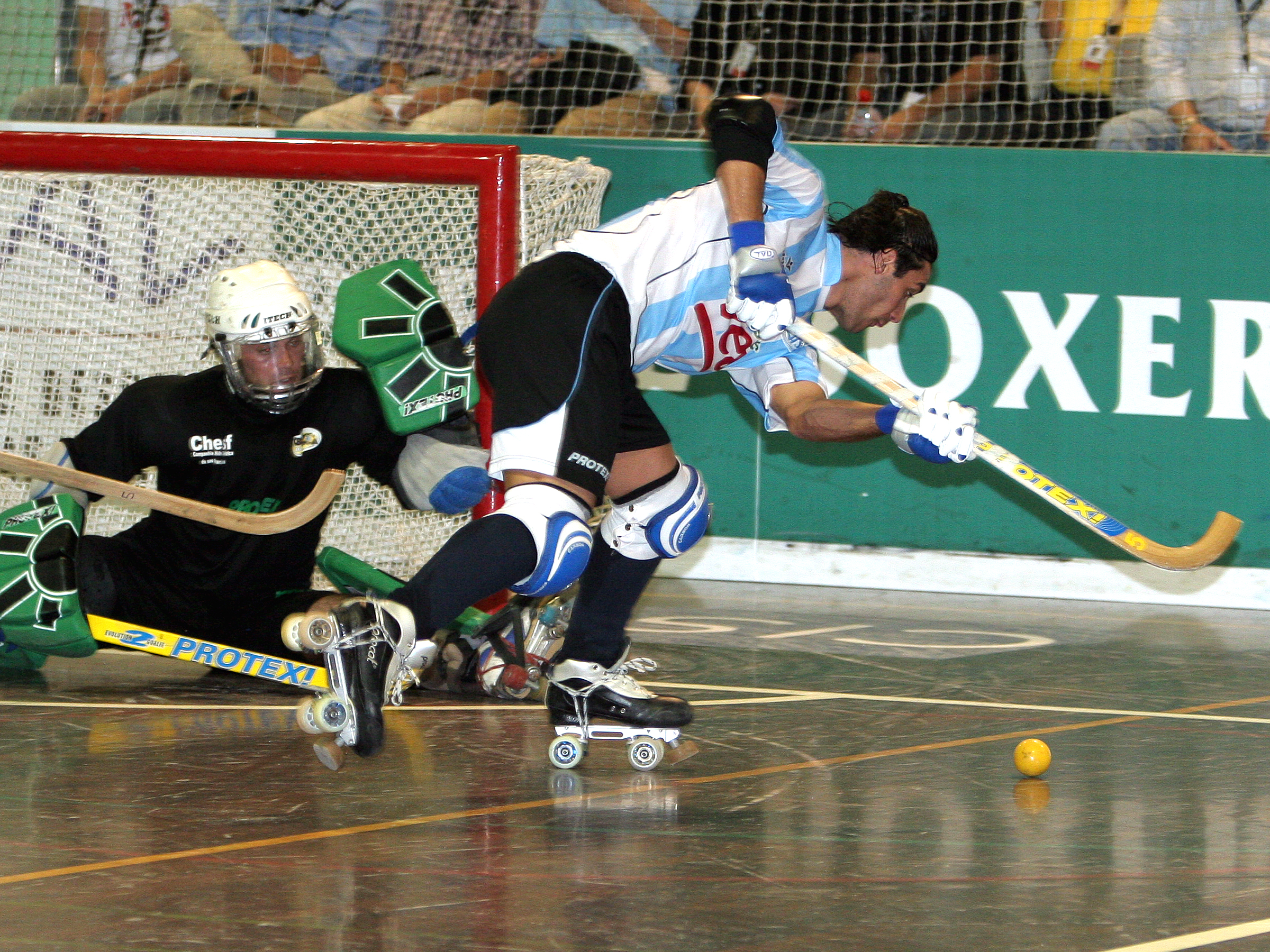
滑轮曲棍球

滑轮曲棍球是一项团队运动，參加此運動的運動員要穿上輪滑鞋，而且分為两队，一方的運動員要用球棍将球推入对方的球网。每支队伍在场上同时有五名球员，其中一名是守门员。球只能用球棍推动，不能用輪滑鞋觸碰，否则将被判犯规。比赛分为上下半场，一個半場25分钟，中场休息15分钟，如果雙方打平，可以进行两場黃金入球加時賽決出勝負，其中每場加時賽持續5分钟（如果雙方都沒有進球）。当出現死球时，比賽暫停計時。如果比賽依然平局，将进行点球大战決出勝負。轮滑曲棍球动起源于英国，1850年已出现类似活动。